# 보은정보고등학교
보은정보고등학교(報恩情報高等學校)는 대한민국 충청북도 보은군 보은읍 성주리에 있었던 공립 고등학교이다.

## 학교 연혁
- 1979년 11월 21일 : 보은여자상업고등학교 설립 인가(18학급)
- 1980년 3월 1일 : 초대 박재현 교장 부임
- 1980년 3월 6일 : 제1회 신입생 입학식(개교)
- 1985년 10월 16일 : 학칙변경(보은상업고등학교 개명, 남녀공학)
- 2001년 9월 15일 : 학칙변경(보은정보고등학교 변경, 전자상거래과, 인터넷정보과 학과개편)
- 2008년 11월 20일 : 솔향관 신축 준공식
- 2023년 3월 1일 : 학과변경(유통경영과 2, 3학년)
- 2024년 1월 4일 : 제42회 졸업식 10명(누계 6,425명)
- 2024년 3월 1일 : 제23대 김정훈 교장 부임
- 2025년 2월 28일 : 45년만에 폐교[2]

## 설치 학과
- 유통경영과

## 참고 자료
- 보은정보고등학교 - 한국교육학술정보원 학교알리미